# Maščevalci: Zaključek
Maščevalci: Zaključek je ameriški superjunaški film iz leta 2019, ki temelji na ekipi superjunakov iz Marvelovih stripov. Produciral ga je Marvel Studios, distributiral pa Walt Disney Studios Motion Pictures in je neposredno nadaljevanje Maščevalci: Brezmejna vojna in 22. film v Marvel Cinematic Universe (MCU). Film sta režirala Anthony in Joe Russo, scenarij pa sta napisala Christopher Markus in Stephen McFeely. V filmu igrajo Robert Downey Jr., Chris Evans, Mark Ruffalo, Chris Hemsworth, Scarlett Johansson, Jeremy Renner, Don Cheadle, Paul Rudd, Brie Larson, Karen Gillan, Zoe Saldaña, Danai Gurira, Benedict Wong, Jon Favreau, Bradley Cooper, Gwyneth Paltrow in Josh Brolin. V filmu preživeli člani Maščevalcev in njihovi zavezniki poskušajo izbrisati škodo, povzročeno zaradi Thanosovih dejanj v Brezmejni vojni, ki so povzročila smrt polovico vsega življenja v vesolju.
Film je bil napovedan oktobra 2014. Brata Russo sta bila za režiserja najeta aprila 2015, Markus in McFeely pa sta mesec dni pozneje napisala scenarij. Je zaključek zgodbe o MCU do te točke, s čimer se zaključijo zgodbe več glavnih likov. Zgodba filma se ponovno osredotoča na nekaj trenutkov iz prejšnjih filmov, vrača igralce in prizorišča iz celotne franšize. Snemanje se je začelo avgusta 2017 v studijih Pinewood Atlanta v okrožju Fayette v Georgii, snemanje pa je potekalo neposredno ob snemanju filma Maščevalci: Brezmejna vojna. Snemanje se je končalo januarja 2018. Dodatno snemanje je potekalo na območjih Metro in središča Atlante, zvezne države New York, Škotska in Anglija. Uradni naslov filma je bil objavljen decembra 2018. Z ocenjenim proračunom 356–400 milijonov dolarjev je film postal eden najdražjih filmov, ki so bili kdajkoli posneti.
Film Maščevalci: Zaključek je bil premierno predvajan v Los Angelesu 22. aprila 2019, v Združenih državah pa je bil izdan 26. aprila kot del tretje faze MCU. Film je prejel pohvale kritikov za režijo, igralsko zasedbo, filmsko glasbo, akcijske prizore, vizualne prizore in čustveno težo, kritiki pa so pohvalili vrhunec zgodbe o 22 filmih. Po vsem svetu je zaslužil 2,799 milijarde dolarjev, s čimer je v enajstih dneh presegel celotno kinematografsko predvajanje Brezmejne vojne in postavil številne rekorde na blagajni; od julija 2019 do marca 2021 je bil film z največjim dobičkom vseh časov. Film je bil med številnimi drugimi priznanji nominiran za najboljše vizualne prizore na 92. podelitvi oskarjev. Nadaljni film, Maščevalci: Sodni dan, naj bi izšel leta 2026.

## Vsebina
Leta 2018, 23 dni po tem, ko je Thanos izbrisal polovico vsega življenja v vesolju, Carol Danvers reši Tonyja Starka in meglico iz globokega vesolja. Ponovno se združijo s preostalimi Maščevalci – Bruce Banner, Steve Rogers, Thor, Nataša Romanoff in James Rhodes – in Rocket, ki je na Zemlji. Ko Thanosa najdejo na nenaseljenem planetu, nameravajo uporabiti kamne neskončnosti, da preprečijo njegova dejanja, vendar ugotovijo, da jih je Thanos uničil. Besni Thor nato Thanosu odseka glavo.
Pet let pozneje Scott Lang pobegne iz Kvantnega kraljestva. Ko prispe do baze Maščevalcev, pojasni, da je preživel le pet ur, ko je bil ujet. Trdijo, da Kvantno kraljestvo omogoča potovanje skozi čas, prosijo nejevoljnega Starka, da jim pomaga priklicati kamne iz preteklosti, da izbrišejo Thanosova sedanja dejanja. Stark, Rocket in Banner, ki je svojo inteligenco združil s Hulkovo močjo, izdelajo časovni stroj. Banner ugotovi, da spreminjanje preteklosti ne vpliva na sedanjost; kakršne koli spremembe ustvarjajo alternativne realnosti. Banner in Rocket odpotujeta na Norveško, kjer obiščeta asgardsko begunsko naselje Novi Asgard in najameta predebelega, malodušnega Thora. V Tokiu pa Romanoff najame Clinta Bartona, ki je po izbrisu njegove družine postal osvetnik.
Banner, Lang, Rogers in Stark potujejo skozi čas v New York med Lokijevim napadom leta 2012. V Sanctum Sanctorumu Banner prepriča Starodavnega, da mu da Časovni kamen, potem ko je obljubil, da bo kamne neskončnosti vrnil v njihovo pravo točko v času. V Starkovem stolpu Rogers pridobi Mind Stone od Hydrinih spečih agentov; Starkov in Langov poskus, da bi ukradla vesoljski kamen, je neuspešen, zaradi česar lahko 2012-Loki pobegne z njim. Rogers in Stark leta 1970 odpotujeta v kamp Lehigh, kjer Stark dobi starejšo različico vesoljskega kamna in sreča svojega očeta Howarda. Rogers ukrade Pymove delce Hanku Pymu, da se vrne v sedanjost in sreča svojo izgubljeno dekle, Peggy Carter.
Rocket in Thor odpotujeta v Asgard leta 2013; Rocket izvleče kamen resničnosti iz Jane Foster. Thora podpre njegova mati Friggo in vzame svoje staro kladivo Mjolnir. Barton, Romanoff, Nebula in Rhodes potujejo v leto 2014; Nebula in Rhodes gresta v Morag in ukradeta kamen moči, preden lahko Peter Quill, medtem ko Barton in Romanoff odpotujeta v Vormir. Rdeča lobanja, pravi, da ga je mogoče pridobiti samo z žrtvovanjem ljubljene osebe. Romanoffova se žrtvuje in Bartonu omogoči, da dobi kamen. Nato se Rhomanoffova vrže v prepad in umre. Nebula se poskušata vrniti v svoj čas, vendar je Nebula onesposobljena, ko se njeni kibernetični vsadki povežejo z njenim preteklim jazom; to omogoča 2014-Thanosu, da izve o uspehu svojega prihodnjega jazom in poskusu Maščevalcev, da bi to razveljavili. 2014-Thanos pravočasno pošlje 2014-Nebulo naprej, da se pripravi na njegov prihod.
Ob ponovni združitvi v sedanjosti Maščevalci postavijo kamne v rokavico, ki so jo zgradili Stark, Banner in Rocket. Banner, ki je najbolj odporen na njihovo sevanje, uporabi rokavico, da razveljavi Thanosov razpad. Medtem 2014-Nebula uporabi časovni stroj, da prepelje 2014-Thanosa in njegovo vojaško ladjo v sedanjost ter uniči kompleks Maščevalcev. Današnja meglica prepriča 2014-Gamoro, da izda Thanosa, vendar 2014-Nebule ne more prepričati in jo ubije. Thanos premaga Starka, Thorja in Rogersa z Mjolnirjem; nato pokliče svojo vojsko, da vrne kamne, z namenom, da jih uporabi za uničenje vesolja in ustvarjanje novega. Obnovljeni Stephen Strange prispe z drugimi čarovniki, obnovljenimi Maščevalci in Varuhi galaksije, Uničevalci ter vojskama Wakande in Asgarda, da bi se spopadli proti Thanosovi vojski. Prispe tudi Danversova in uniči Thanosovo vojaško ladjo, vendar jo Thanos premaga in ji zaseže rokavico. Stark ukrade kamne in jih uporabi za razpad Thanosa in njegove vojske ter se žrtvuje in nato Stark zaradi sevanja umre.
Po Starkovem pogrebu Thor imenuje Valkyrie za kraljico Novega Asgarda in se pridruži Varuhom galaksije. Rogers vrne Stonese in Mjolnirja v pravi čas in ostane v preteklosti, da bi živel s Carterjevo. V sedanjosti starejši Rogers preda svoj ščit Samu Wilsonu.

## Vloge
- Robert Downey Jr. – Tony Stark (Iron Man)
- Chris Evans – Steve Rogers (Stotnik Amerika)
- Mark Ruffalo – Bruce Banner (Hulk)
- Chris Hemsworth – Thor
- Scarlett Johansson – Nataša Romanoff (Črna vdova)
- Jeremy Renner – Clint Barton (Sokol)
- Don Cheadle – James "Rhodey" Rhodes (War Machine)
- Tom Holland – Peter Parker (Spider-Man)
- Benedict Cumberbatch – Doktor Stephen Strange
- Chadwick Boseman – T'Challa (Črni panter)
- Paul Rudd – Scott Lang (Ant-Man)
- Elizabeth Olsen – Wanda Maximoff
- Anthony Mackie – Sam Wilson (Falcon)
- Sebastian Stan – Bucky Barnes (Zimski vojak)
- Brie Larson – Carol Danvers (Stotnica Marvel)
- Karen Gillan – Nebula
- Zoe Saldaña - Gamora
- Danai Gurira – Okoye
- Benedict Wong – Wong
- Jon Favreau – Happy Hogan
- Bradley Cooper – Rocket
- Vin Diesel – Groot
- Gwyneth Paltrow – Pepper Potts
- Chris Pratt – Peter Quill (Kralj zvezd)
- Josh Brolin – Thanos